# Gerald Beverly
Gerald Leon Beverly (Rochester, Nueva York, 18 de noviembre de 1993) es un jugador de baloncesto estadounidense que pertenece a la plantilla de los Pallalcesto Amatori Udine de la LEGA Due. Con 2,03 metros de estatura, juega en la posición de alero.

## Trayectoria deportiva

### Universidad
Jugó cuatro temporadas con los Wildcats del Daemen College, de la División II de la NCAA, en las que promedió 15,0 puntos, 8,4 rebotes y 2,7 tapones por partido. Fue incluido en sus dos últimas temporadas en el mejor quinteto de la East Coast Conference, y elegido además en ambas como jugador defensivo del año de la conferencia.

### Profesional
Tras no ser elegido en el Draft de la NBA de 2015, en el mes de julio firmó su primer contrato profesional con el Telekom Baskets Bonn de la Basketball Bundesliga alemana, pero únicamente disputó ocho partidos, en los que promedió 3,0 puntos y 1,6 rebotes.
En octubre de 2016 fue seleccionado por Los Angeles D-Fenders en la tercera ronda del Draft de la NBA D-League, pero fue despedido antes del comienzo de la competición. Seis días más tarde fichó por los Canton Charge.